# Jezeří
Jezeří (deutsch Eisenberg) ist ein Ortsteil der Gemeinde Horní Jiřetín im Okres Most (Tschechien). Das ehemalige Dorf befand sich am Fuß des Erzgebirges nordwestlich der Stadt Most. Erhalten ist lediglich das Schloss Jezeří (Eisenberg).

## Geschichte

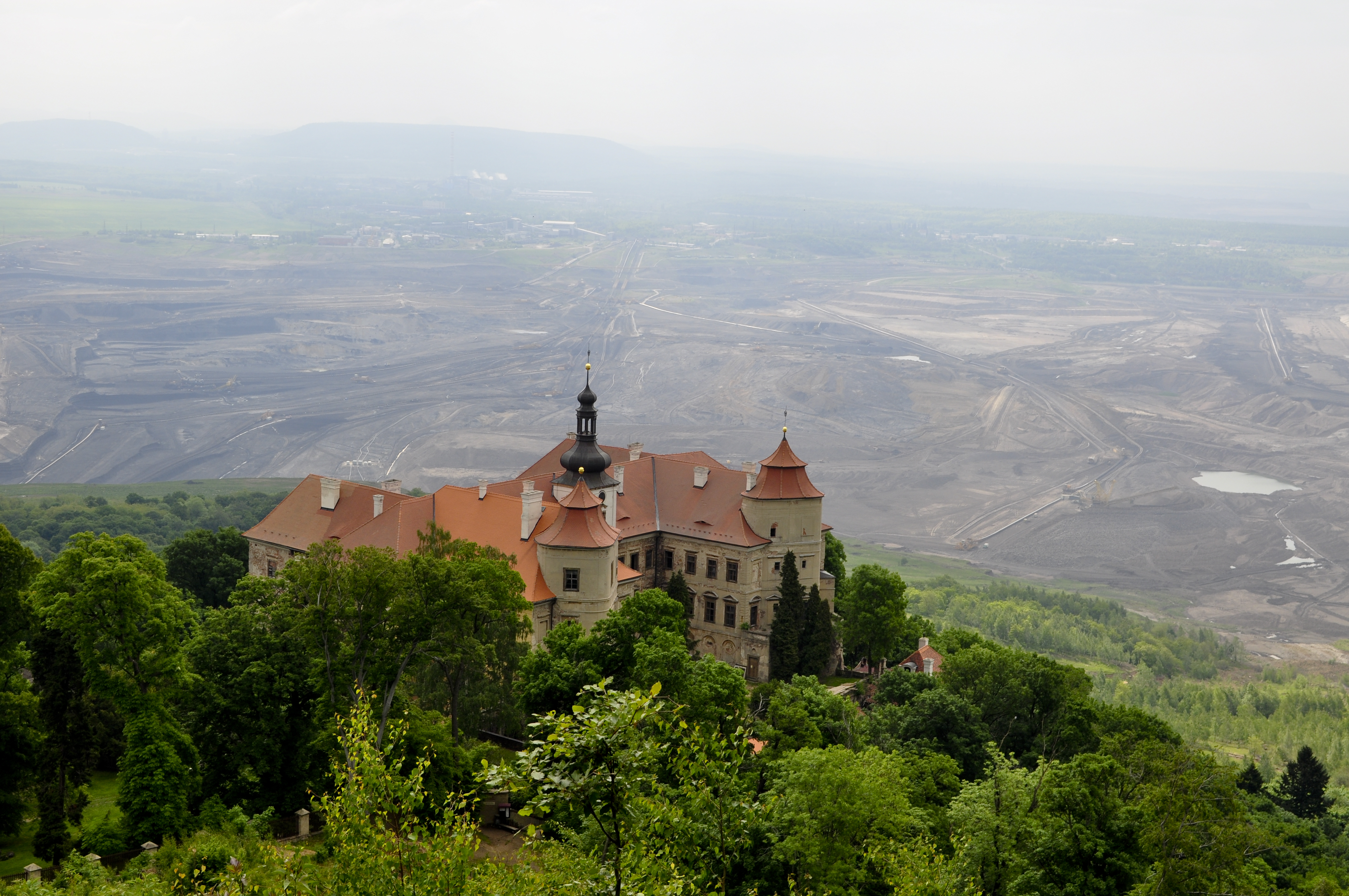
Schloss Jezeří mit Großtagebau Důl ČSA (2011)

Die erste schriftliche Erwähnung stammt aus dem Jahr 1365, als Nevlas de Lacu alias de Aysemberg, ein Nachkomme der Herren von Rvenice, vermutlich der Erbauer des Schlosses, erwähnt wurde. Das nächste Mal wurde der Ort 1623 erwähnt, als das Schloss und die Höfe des Johann Nikolaus Hochhauser konfisziert wurden. Ab 1727 wohnte der Forstmeister Alexander Gluck, der im Dienst der Herren von Lobkowicz stand, mit seiner Familie am Ort. Darunter war auch der Sohn Christoph Willibald, der später ein bedeutender Opernkomponist wurde.
Anfänglich bestand nur das Schloss Eisenberg und ein Hof. Erst Ende des 18. Jahrhunderts, als die Herren von Lobkowicz die Ländereien innehatten, entstand eine kleine Siedlung mit 16 Häusern. Diese wuchs heran und bereits 1846 wurden 199 Einwohner gezählt, 1910 waren es 231.
Im Jahr 1872 erhielt Eisenberg eine Station an der Bahnstrecke Bodenbach–Komotau der k.k. priv. Dux-Bodenbacher Eisenbahn (DBE). Der Bahnhof war später Ausgangspunkt einer Schleppbahn zum k.k. Hedwigschacht bei Seestadtl (Ervěnice).
Nach dem Münchner Abkommen lag Eisenberg ab Oktober 1938 auf deutschem Staatsgebiet. Administrativ gehörte Eisenberg dann zum Landkreis Komotau, Regierungsbezirk Aussig, im Reichsgau Sudetenland. 
Vom 21. Juni 1943 bis 27. April 1945 befand sich während des Zweiten Weltkrieges im Ort ein Außenlager des KZ Flossenbürg, in dem größtenteils französische Offiziere gefangen gehalten wurden.
Bis 1960 war Jezeří Bestandteil des Okres Chomutov. 

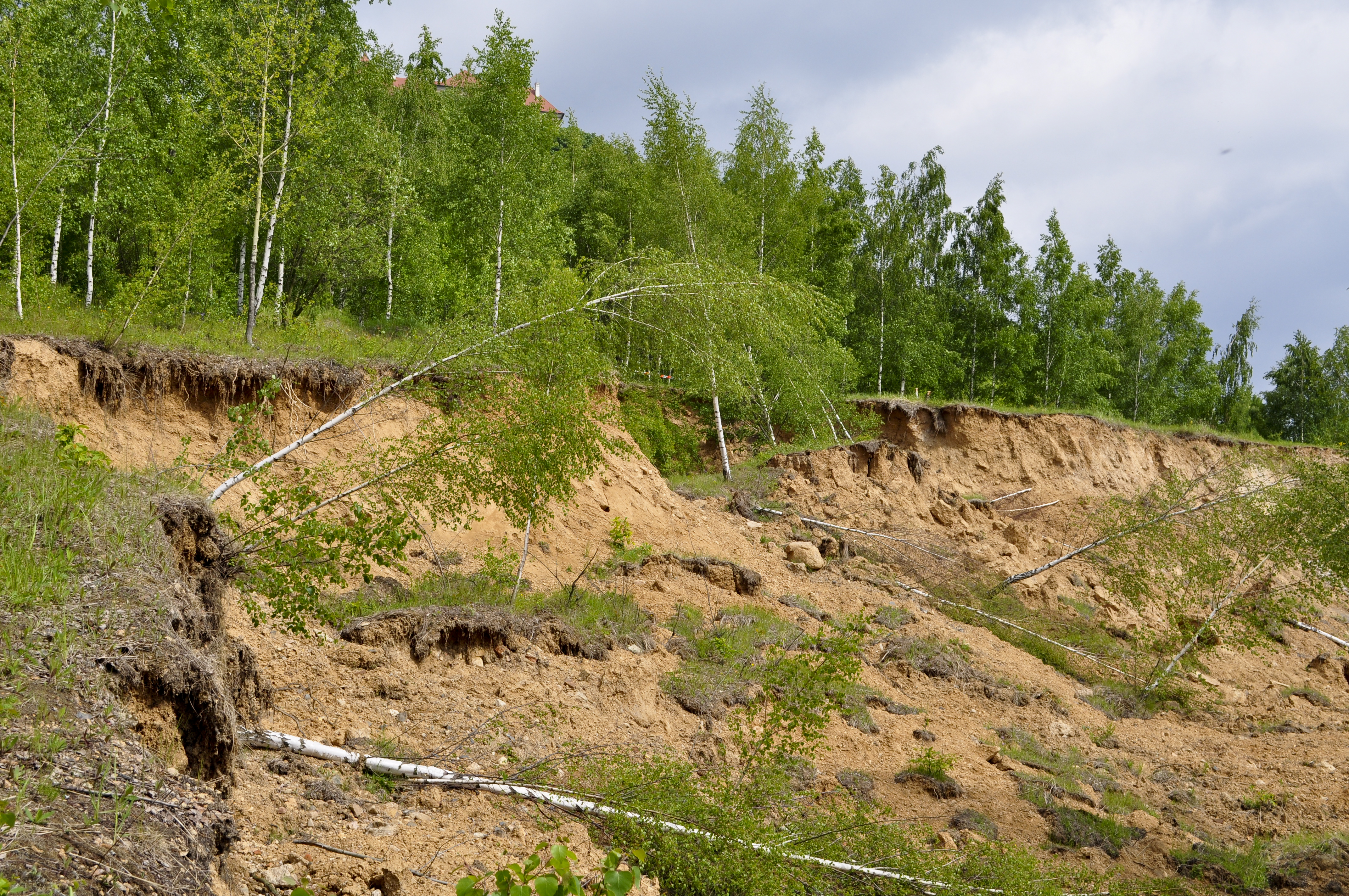
Erdrutsch unterhalb des Schlosses Jezeří (2011)

Nach 1945 wurde der frühere Hedwigschacht stufenweise zum Großtagebau Důl ČSA erweitert, dem faktisch alle Ortschaften zwischen Jirkov (Görkau), Most (Brüx) und Litvínov (Oberleutensdorf) zum Opfer fielen. Jezeří lag am Rand des Abbaufeldes. Aufgrund von Bodenbewegungen mussten die Einwohner abgesiedelt und das Dorf abgerissen werden. Zum Ende des 20. Jahrhunderts gab es nur noch drei Häuser. 
In dem steil ansteigenden, kurzen und engen Tal, durch welches heute die einzige Straße zum Schloss Jezeří führt, sind noch an beiden Straßenseiten die Grundmauern der Häuser von Eisenberg sichtbar.

## Ortsgliederung
Der Ortsteil Jezeří besteht aus den Grundsiedlungseinheiten Albrechtice (Ulbersdorf) und Jezeří (Eisenberg).
Der Ortsteil gliedert sich in die Katastralbezirke Albrechtice u Mostu (444 ha) und Jezeří (1040 ha).

## Sehenswürdigkeiten
- Schloss Jezeří
- Burg Starý Žeberk (Alt Seeberg), im südwestlichen Teil der Gemarkung